# Црква Вазнесења Господњег у Копривни
Црква Вазнесења Господњег у Копривни, насељеном месту на територији општине Модрича, припада Епархији зворничко–тузланској Српске православне цркве.

## Историјат
Црква Вазнесења Господњег у Копривни је димензија 14×7 метара, представља најстарији православни храм. Градња је започета 1870. године, а завршена је 1874. Пре почетка изградње затражена је дозвола од турских власти, који су дозволили да се храм подигне према њиховим условима, да до пола буде укопан у земљу, да има велика и висока улазна врата како би коњаник ушао у цркву на коњу и да храм буде величине „једне телеће коже”. Тадашњи кнез села Стајо Стајић је преузео одговорност и наредио радницима да се не придржавају правила турских власти, обећавши да ће сам сносити казну. Када су Турци дошли црква је била у изградњи, нису је срушили, али су кнеза одвели у тамницу где су га везали у букагије. Када је пуштен из тамнице, поживео је неколико месеци и присуствовао је светој литургији у новоме храму, преминуо је 1883. године.
Године 2010. се излио оближњи поток Велика река и црква је поплављена, вода је достигла висину од 20 cm и оштећен је живопис и инвентар од дрвета. Иконостас од белог аранђеловачког камена је израдио Ибро Грабовица из Модриче, а иконе на иконостасу је осликао монах Павле Калањ из манастира Прасквица у Црној Гори. Живопис у храму је радио Гојко Ристановић из Београда 1997—98. године. Храм и порта су обновљени 2010—2012. године, након чега га је освештао 28. јула 2012. године надлежни епископ зворничко-тузлански Василије Качавенда.